# Castello di Gleichen
Il Castello di Gleichen (o Wanderslebener Gleiche, castello di Wanderslebener, Burg Gleichen) è un castello medievale situato in Turingia nella campagna di Wandersleben vicino a Gotha. Oggigiorno ne restano soltanto le rovine. Fa parte del complesso dei castelli di Drei Gleichen e oggi appartiene alla Fondazione dei palazzi e dei giardini della Turingia.

## Descrizione

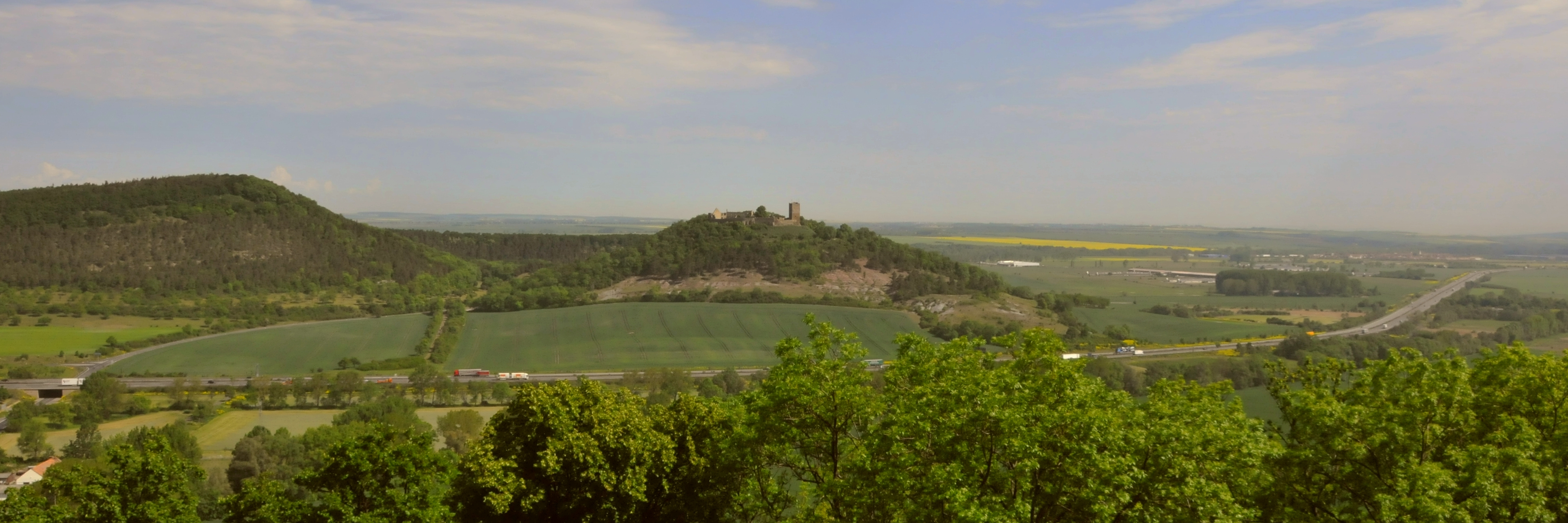
Panoramica del castello dal vicino paese di Mühlberg

Le ricerche archeologiche sull'altopiano del castello sono state condotte solo a partire dagli anni '60 e hanno fornito testimonianze di undici fasi di costruzione a partire dalla prima metà del XII secolo. L'aspetto attuale del castello è quindi quello di un insieme di varie fasi di costruzione e stili architettonici.
La fortificazione fu adattata più volte alle diverse tecniche di assedio; tuttavia, quando tale azione non fu più praticabile a causa delle nuove armi di artiglieria del XVI secolo, fu riadattato in palazzo residenziale.

## Geografia
Il castello fu costruito su un'altura conica (a quota di 369,6 m sul livello del mare) e si erge a circa 100 metri al di sopra del paesaggio circostante, il quale è modellato dai fiumi Gera e Apfelstädt. Il castello e le alture che si trovano a ovest: Kaffberg (a quota 399 m), Röhnberg (382,2 m) e il Kallenberg nordoccidentale (341 m) fanno parte della zona di faglia Eichenberg - Gotha - Saalfelder; tale zona fa parte della formazione triassica ed è costituita essenzialmente da pietra marna carnica (formazione di Arnstadt), la quale è ricoperta da uno strato di arenaria screziata.
Il castello non ha sorgenti naturali. Gli strati di pietra carnica esposti alle intemperie sul versante meridionale, che sono inadeguati ai fini agricoli, vengono definiti calanchi. Ai piedi della collina del castello si trovano strati di travertino, il quale veniva utilizzato come materiale da costruzione, specialmente per i castelli, a causa della sua facilità di estrazione. Le condizioni climatiche estreme sul versante meridionale della collina del castello, che presenta pendii esposti al sole e terreno per lo più asciutto, contengono anche una cospicua vegetazione, nella quale sono presenti rare piante xerofile di Calluna Vulgaris. Dal 3 febbraio 1960 esiste l’area protetta del comune di Drei Gleichen.
Il castello di Gleichen dominava un tratto della strada per il commercio interregionale, conosciuta come Via Regia, alla quale oggi corrono parallelamente il percorso autostradale e la strada federale numero 7.  Tra il castello di Gleichen e la vicina città di Mühlburg a sud-ovest si trova un avvallamento, in cui durante il Medioevo vi era uno specchio d'acqua poco profondo - lo "Steinsee". Oggi sono visibili dalla torre singoli specchi d'acqua davanti al pendio del castello nella piana che si trova al di là del percorso autostradale, creati sia dallo scavo della torba sia dalle cave di ghiaia allagate nella costruzione dell'autostrada.

## Storia

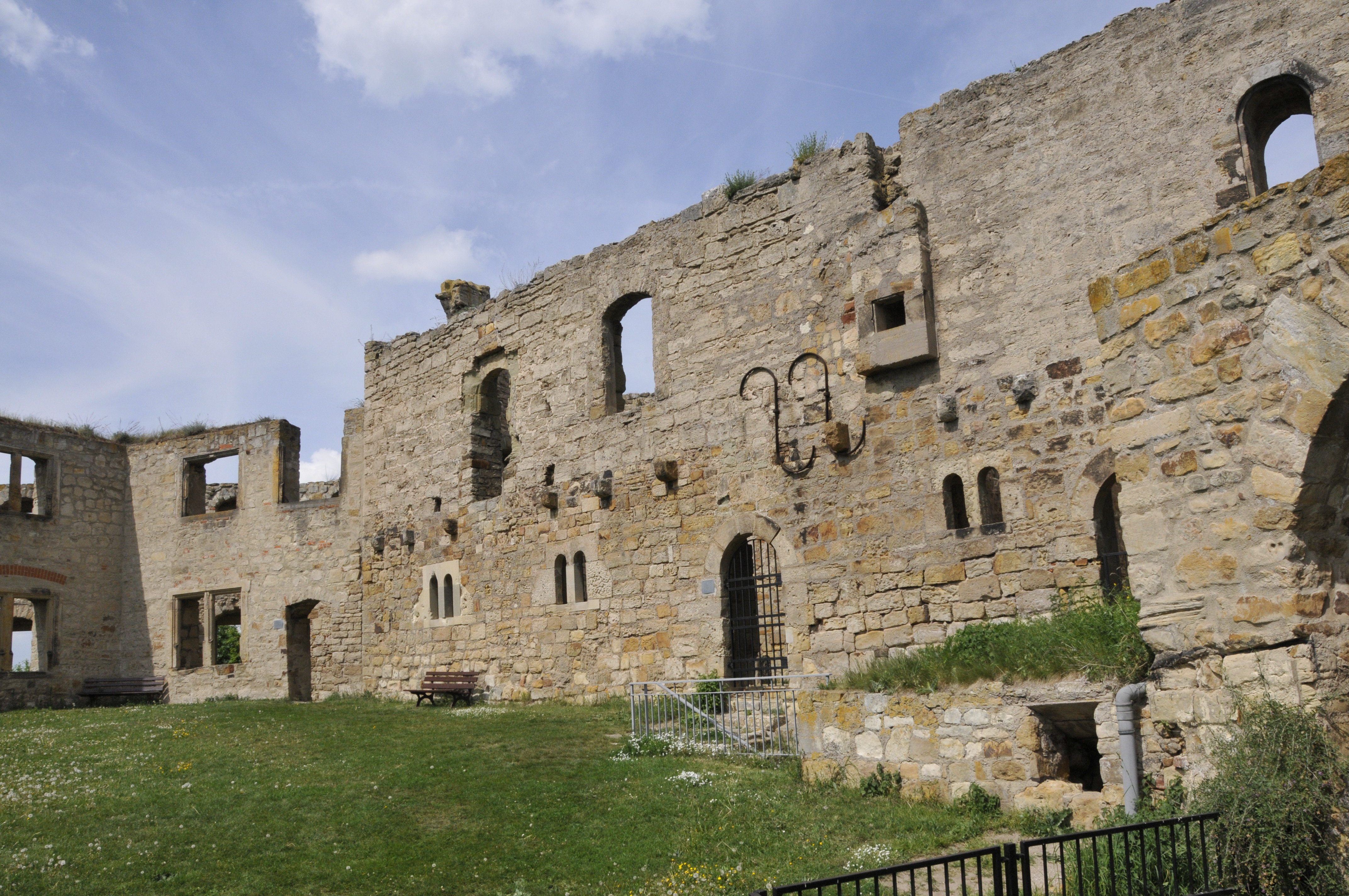
Rovine romane nella parte orientale del castello

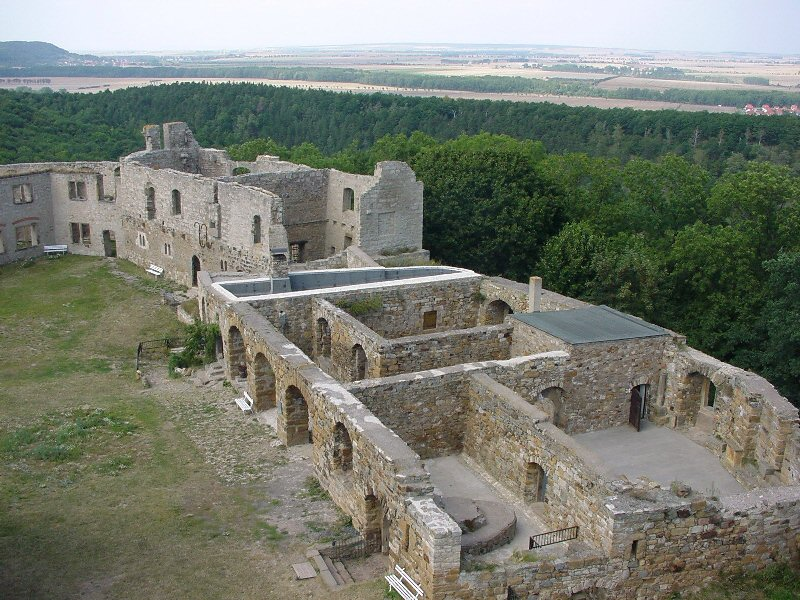
Il palazzo e il caseggiato vicino al mastio

Il castello di Gleichen fu menzionato per la prima volta nel 1034 negli annali del monastero di Reinhardsbrunn come "Gliche"; il nome deriva probabilmente dal celtico glich, che significa "roccia".
Già all'inizio dell'VIII secolo c'era sulla montagna un sistema di fortificazioni costituito da strati geologici, che si dice risalgano al tempo della conquista dei Franchi; le cui rovine edilizie non si sono conservate.
Durante la Ribellione dei Sassoni il castello di Gleichen e la vicina città di Mühlburg furono assediati per diciotto settimane fino al 14 agosto 1088 dalle truppe dell'imperatore Enrico IV.
Nel castello si era trincerato il margravio Egberto II di Meißen, il capo dell'opposizione aristocratica sassone. Un attacco inaspettato alla vigilia di Natale ruppe l'assedio: ne risultò che gli assedianti fuggirono sconfitti. Siegwin di Are, l'arcivescovo di Colonia, e i vescovi di Losanna, Burcardo di Oltigen e Ottone di Riedenburg, i quali erano stati ospitati con le loro truppe nell'accampamento militare imperiale, morirono o furono fatti prigionieri.
Nel corso del XII secolo l'imperatore Enrico IV si impadronì del castello attraverso il matrimonio della figlia del conte della Turingia Adelaide di Weimar-Orlamünde con Enrico II di Laach, il primo conte palatino del Reno. Quest’ultimo era un parente degli Ascanidi e usò il complesso del castello come abitazione e per l'amministrazione dei suoi possedimenti nella Turingia e nella Sassonia.
Tra il 1134 e il 1137 il castello entrò in possesso dell’arcivescovo di Magonza che lo donò a suo nipote, il conte palatino Guglielmo di Ballenstedt. Nel 1162 divenne un feudo dei conti di Tonna, che acquisirono i titoli dei conti di Gleichen tramite il possesso del loro nuovo castello, in cui risiedettero fino al 1455.
Nel 1590, la dinastia Gleichen si trasferì nel castello di Ehrenstein a Ohrdruf; con l'estinzione della linea maschile dei conti di Gleichen nel 1631 l'arcivescovado di Magonza divenne nuovamente proprietario del castello.
Il castello di Gleichen rimase in possesso dell'arcivescovo fino al 1803 e divenne proprietà della Prussia attraverso la Relazione conclusiva della Deputazione Imperiale. Nel 1806 passò sotto il dominio francese, che aveva intenzione di demolirlo per ricavarne materie prime. La coraggiosa richiesta del professore universitario Placidus Muth di Erfurt, espressa durante un colloquio con Napoleone, di fermare tale progetto, portò alla donazione del castello all'Università di Erfurt. Nel 1816 il castello ritornò proprietà dello stato prussiano, poiché l'Università di Erfurt fu chiusa il 12 novembre 1816.
Un generale prussiano, il barone Karl von Müffling, acquistò le rovine del castello per 800 talleri nel 1817 e ordinò la riparazione delle scale. Nel 1841 fu demolita la copertura rinascimentale del castello, poiché c'era il pericolo che i muri portanti, che presentavano profonde crepe, potessero crollare. La mancanza di un tetto accelerò l'ulteriore deterioramento dell'edificio, poiché l'acqua piovana poteva ora penetrare senza ostacoli nelle giunture della muratura.

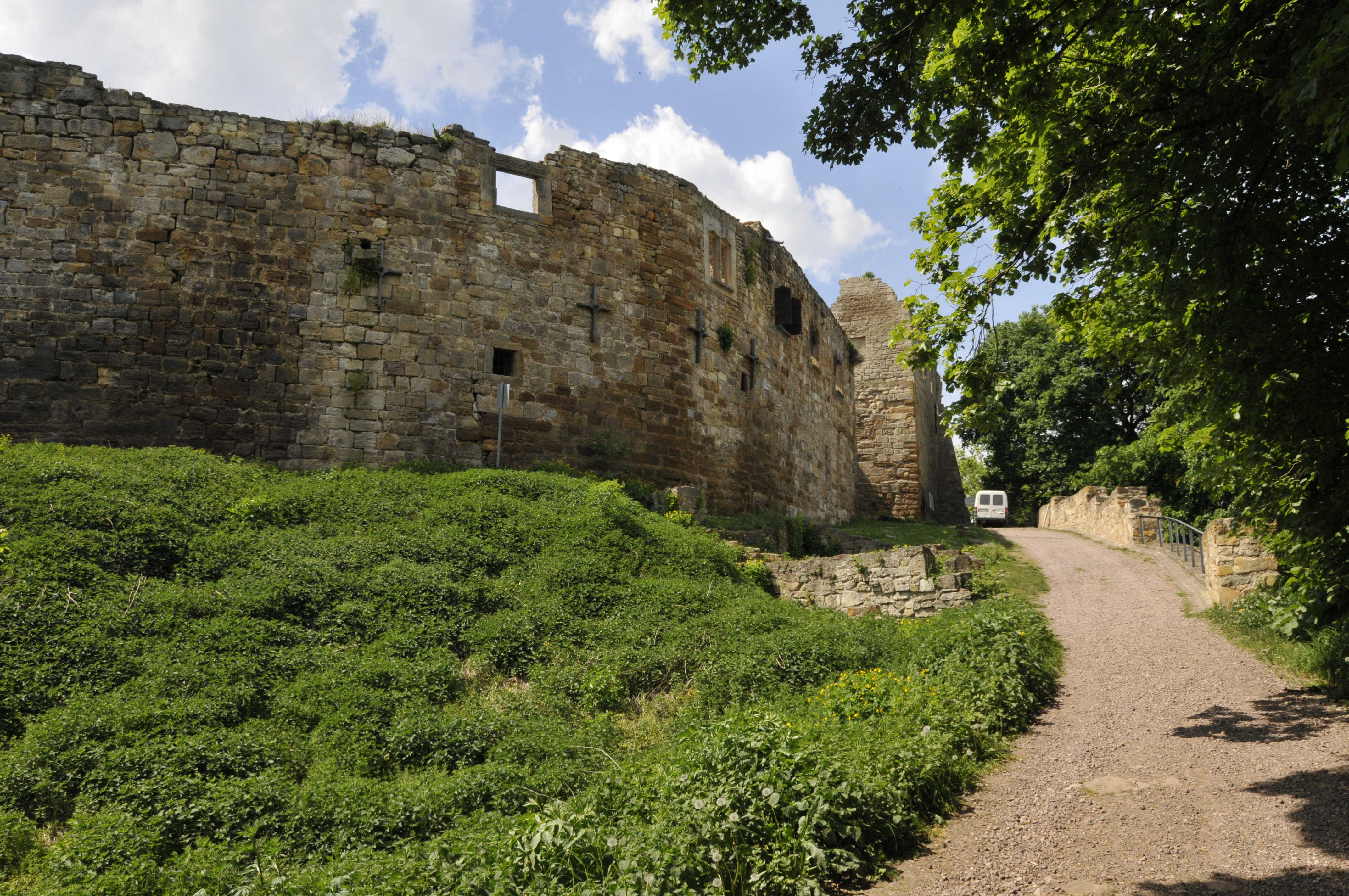
L'entrata e il serraglio

## Tutela e apertura al turismo

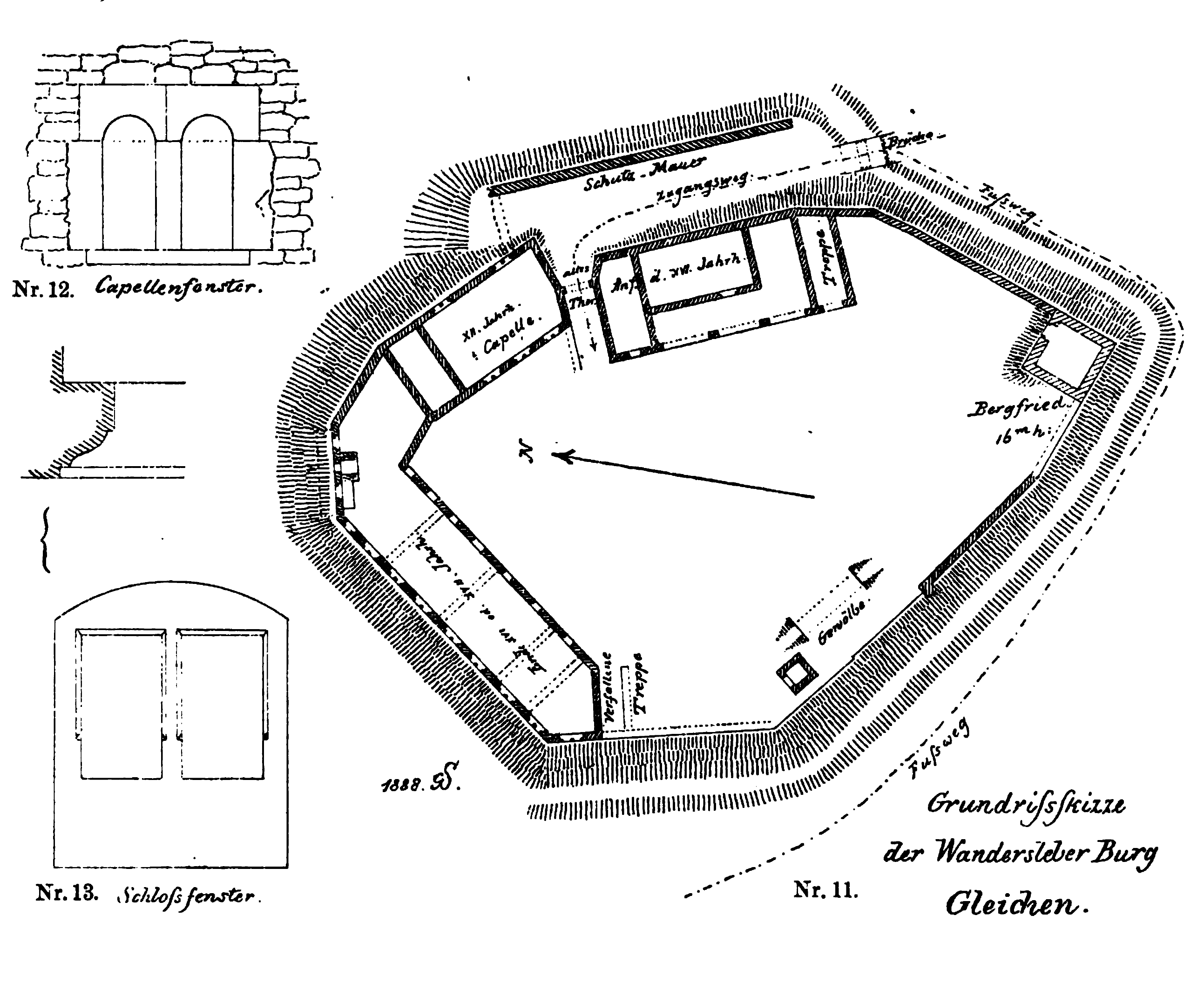
Planimetria del castello di Gleichen (1888)

Nell'inverno del 1897 iniziarono i primi lavori di restauro, commissionati dalla sezione di Erfurt dell'Associazione Forestale della Turingia. Fino alla prima guerra mondiale il castello era ancora di proprietà della famiglia von Müffling e beneficiava di misure di sostegno, finanziate attraverso donazioni. Fu costruita una nuova cisterna per migliorare l'approvvigionamento idrico. L'opera, accolta e sostenuta economicamente da innumerevoli escursionisti e patrioti, è stata più volte distrutta da atti vandalici da parte di alcune persone in stato di ubriachezza. Inoltre, il legname e le attrezzature spesso funsero da falò nel cortile incustodito del castello; pertanto, il duca di Sassonia-Coburgo e Gotha aveva munito il castello di un reticolato di filo spinato e aveva proibito di entrare nelle rovine per motivi di sicurezza.
Durante la Repubblica di Weimar le rovine del castello non avevano più alcuna importanza per la famiglia ducale e i fondi messi a disposizione per la conservazione dei monumenti non furono utilizzati. Fu costruito solo un nuovo cancello, che bloccava l'ingresso principale alle rovine. L'associazione tedesca per la tutela delle bellezze naturali e del patrimonio del Paese, con sede a Erfurt, riuscì finalmente a concordarsi con il duca su un contratto di gestione del castello. Di conseguenza, la città di Erfurt ricevette le rovine del castello "in dono" nel 1934 con diritto di superficie per 90 anni dall'associazione tedesca per la tutela del territorio. Il 31 ottobre 1934 i visitatori poterono tornare alle rovine dopo decenni di inaccessibilità.
Dopo la seconda guerra mondiale il gruppo di lavoro per la cura e la conservazione del castello di Gleichen, il quale appartiene alla Alleanza Culturale per il Rinnovamento della Germania Democratica, si prese cura dal 1960 delle rovine del castello, che furono utilizzate come museo etnografico all'aperto. Il mastio venne convertito in un punto panoramico, all'interno del quale è stata presentata una raccolta di cimeli storici del castello stesso.
Tra le rovine del castello si svolsero festival musicali indipendenti negli anni ’70 con la partecipazione massima di 2.500 giovani ai concerti. Dal 1984 i musei della città di Erfurt assunsero la gestione delle rovine del castello e dal 1998 è subentrata la Fondazione dei palazzi e dei giardini della Turingia.